# کاملینا ارچیدفیلا
کاملینا ارچیدفیلا (نام علمی: Commelina orchidophylla) نام یک گونه از سرده برگ‌بیدی است.